# Ачеський музей цунамі
Ачеський музей цунамі (англ. The Aceh Tsunami Museum) — музей, що знаходиться в місті Банда-Ачех в Індонезії, був задуманий як символічна пам'ятка про катастрофу, що сталася в 2004 році: землетрус, за яким послідувало цунамі. Також установа слугує освітнім центром та аварійним укриттям від стихійного лиха, на випадок якщо територію колись знову накриє цунамі.

## Конструкція
Ачеський музей цунамі спроектований індонезійським архітектором на ім'я Ридван Каміль. Він представляє собою чотириповерхову будівлю загальною площею в 2, 500 квадратних метрів, довгі звивисті стіни якого вкриті геометричними опуклостями. Для відвідувачів шлях всередину лежить через темний коридор, розташований між піднесеними по обидві сторони стінами води. Це придумано з метою відтворити той шум і відчуття паніки, що панували під час цунамі. Стіни музею декоровані зображеннями людей, що виконують танець Саман — символічні рухи, присвячені силі, дисципліні, і релігійним віруванням ачехійців. Дах будівлі за формою нагадує величезну хвилю. Його перший поверх обставлений за зразком традиційних завищених ачехійських будиночків, які були найліпше облаштовані для того, щоб перенести цунамі.
Творцям музею вдалося як вшанувати пам'ять жертв стихійного лиха, чиї імена відображені на стінах одного з залів усередині будівлі, так і віддати належне тим місцевим жителям, яким вдалося вижити.
Крім того, що музей виступає в ролі меморіалу загиблим, він також пропонує притулок у разі подібних подій у майбутньому, у тому числі і так званий «рятувальний пагорб» для відвідувачів, якщо трапиться ще одне цунамі.

## Колекція
Серед виставок музею варто відзначити електронний симулятор землетрусу в Індійському Океані і цунамі 2004-го року; фотографії жертв лиха, а також виставки, де описані історії людей, які пережили катастрофу.

## Утримання та обслуговування
Не схоже, що найближчим часом знайдеться необхідне фінансування для поточного утримання Ачеського музею цунамі. Установа є одним з безлічі так-званих «активів цунамі», про право власності на які різні рівні індонезійського уряду продовжують сперечатися як мінімум з 2009 року.
На кінець 2010 року музей працював лише час від часу і майже не мав відвідувачів.
Вхід до музею безкоштовний.